# Clive Bell
Arthur Clive Heward Bell (* 16. září 1881 v East Sheffordu, Berkshire, Anglie; † 17. září 1964 v Londýně) byl britský kritik umění stojící v blízkosti Bloomsbury Group.

## Život
Clive Bell studoval na Trinity College Cambridgi a následně odešel do Londýna, kde se seznámil s malířkou Vanessou Stephenovou (sestrou Virginie Woolfové), s níž se roku 1907 také oženil.
Tento svazek se v době vypuknutí první světové války zhroutil, nikdy však nebyl rozveden. Navíc se často pravidelně nejen navštěvovali a trávili společně dovolenou, ale Clive dokonce žil delší dobu v Charlestonu s Vanessou, Duncanem Grantem a jejich společnými (Clivovými, Vanessinými a Duncanovými) dětmi.
Clive a Vanessa měly dva syny (Juliana Bella a Quentina Bella), kteří se oba stali spisovateli. Julian zahynul ve španělské občanské válce roku 1937.
Angelica Bell si ponechala Clivovo příjmení až do svatby, ačkoli byla dcerou Granta, což se od své matky dověděla krátce po smrti Juliana.

## Dílo
- Significant Form in Art (1914)
- Since Cézanne (1922)
- Civilization (1928)
- Proust (1929)
- An Account of French Painting (1931)
- Old Friends (1956)